# Palácio Lima Mayer
Palácio Lima Mayer é um palácio localizado na Rua do Salitre, n.º 1–3; e Travessa do Salitre, n.º 37, na freguesia de Santo António, Lisboa.

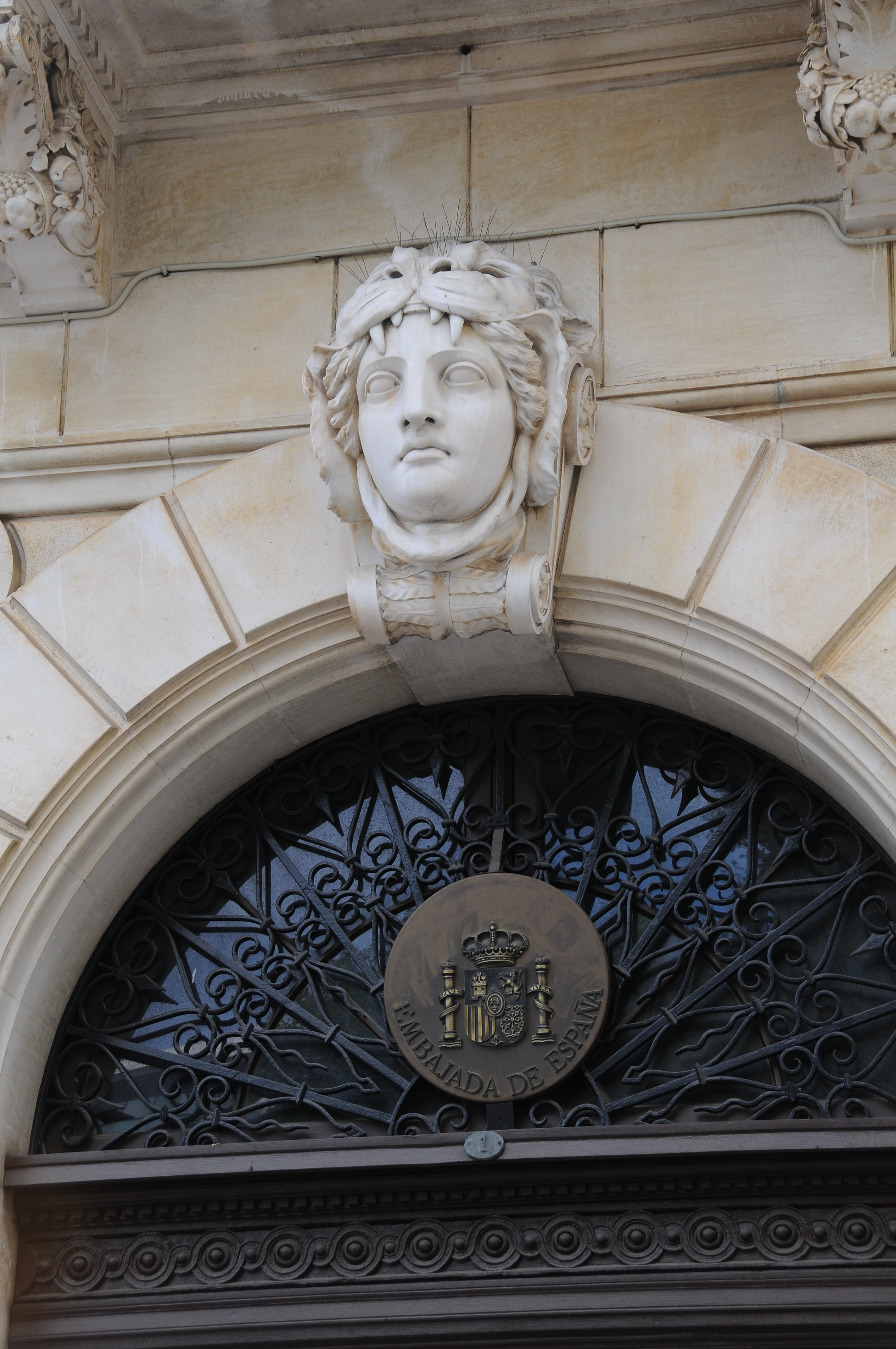
Pormenor do edifício, prémio Valmor em 1902

Foi mandado construir por Adolfo de Lima Mayer em 1899, sob projecto de Nicola Bigaglia, arquitecto italiano que trabalhou em Portugal nos princípios do século XX. Foi a primeira obra a que foi atribuído o Prémio Valmor, em 1902.
No seu jardim estabeleceu-se o Parque Mayer, em 1921. O edifício serve atualmente como Consulado da Espanha.

## Classificação
O Palácio Lima Mayer está incluído na classificação da Avenida da Liberdade, na Zona Especial de Proteção do Jardim Botânico da Faculdade de Ciências e na Zona Especial de Proteção Conjunta dos imóveis classificados da Avenida da Liberdade e área envolvente.